# Phyllodoce latifrons
Phyllodoce latifrons är en ringmaskart som beskrevs av Hartmann-Schröder 1960. Phyllodoce latifrons ingår i släktet Phyllodoce och familjen Phyllodocidae. Inga underarter finns listade i Catalogue of Life.